# Tamierłan Baszajew
Tamierłan Tausowicz Baszajew (ros. Тамерлан Таусович Башаев, ur. 22 kwietnia 1996) – rosyjski judoka. Brązowy medalista olimpijski z Tokio 2020, w wadze ciężkiej i piąty w drużynie.
Wicemistrz świata w 2021, trzeci w 2024, piąty w 2025; uczestnik zawodów w 2023. Startował w Pucharze Świata w 2017. Mistrz Europy w 2020, drugi w 2018 i trzeci w 2024, a także trzeci w drużynie w 2021 i 2025. Drugi na MŚ wojskowych w 2018. Mistrz Rosji w 2017 roku.

## Letnie Igrzyska Olimpijskie 2020
| Konkurencja | Eliminacje              | Eliminacje          | Finały                    | Finały               | Klas. końcowa |
| Konkurencja | Przeciwnik I            | 1/4                 | 1/2                       | o 3 miejsce          | Miejsce       |
| ----------- | ----------------------- | ------------------- | ------------------------- | -------------------- | ------------- |
| +100 kg     | Mbagnick Ndiaye (SEN) Z | Teddy Riner (FRA) Z | Guram Tusziszwili (GEO) P | Jakiw Chammo (UKR) Z | 3.            |